# Jaszczykowe
Jaszczykowe (ukr. Ящикове) – osiedle typu miejskiego na Ukrainie, w obwodzie ługańskim, w faktycznie niefunkcjonującym rejonie ałczewskim, od 2014 pod kontrolą marionetkowej, uzależnionej od Rosji Ługańskiej Republiki Ludowej. W 2001 liczyło 2424 mieszkańców, spośród których 982 wskazało jako ojczysty język ukraiński, 1428 rosyjski, 1 mołdawski, 9 białoruski, a 4 inny.